# Хроника Холодной войны (1964 год)
Хронология Холодной войны
- 1943
- 1944
- 1945
- 1946
- 1947
- 1948
- 1949
- 1950
- 1951
- 1952
- 1953
- 1954
- 1955
- 1956
- 1957
- 1958
- 1959
- 1960
- 1961
- 1962
- 1963
- 1964
- 1965
- 1966
- 1967
- 1968
- 1969
- 1970
- 1971
- 1972
- 1973
- 1974
- 1975
- 1976
- 1977
- 1978
- 1979
- 1980
- 1981
- 1982
- 1983
- 1984
- 1985
- 1986
- 1987
- 1988
- 1989
- 1990
- 1991

- 12 января: Правительство Занзибарского султаната, в котором доминируют арабы, свергнуто Джоном Окелло, в результате чего создана новая народная республика. Новый режим местных африканских националистов устраивает резню меньшинствам, в результате чего на острове будут убиты от сотен до тысяч арабов и выходцев из Южной Азии.
- 27 января: Франция признала Китайскую Народную Республику. 10 февраля Республика Китай разрывает дипломатические отношения с Францией.
- 31 марта — 1 апреля: В Бразилии в результате государственного переворота под руководством военных свергнут президент Жоао Гуларт. Предложения Гуларта, такие как земельная реформа и усиление контроля государства над экономикой, были восприняты как коммунистические.
- 20 апреля: Президент США Линдон Джонсон в Нью-Йорке и Первый секретарь ЦК КПСС Никита Хрущёв в Москве одновременно объявляют о планах сократить производство сырья для изготовления ядерного оружия.
- 27 мая:
- Смерть индийского лидера Джавахарлала Неру.
- Начало Колумбийского конфликта.
- 4 июля:
  - Начинается Родезийская война, после того как африканские националисты и марксистские повстанцы восстают против колониального господства в Родезии (современный Зимбабве).
  - Малави становится независимым от Великобритании.
- 4 августа: Президент США Линдон Джонсон утверждает, что военные корабли Северного Вьетнама обстреляли два американских эсминца в Тонкинском заливе. Хотя первая атака была, как позже выяснилось, спровоцирована ВМС США, — американские корабли первыми вошли в территориальные воды Северного Вьетнама, а заявление о второй северовьетнамской атаке было необоснованным. Инцидент в Тонкинском заливе приводит к полномасштабной военной интервенции Соединённых Штатов во Вьетнамской войне после резолюции о Тонкинском заливе и многократному увеличению воинского контингента в Южном Вьетнаме.
- 21 сентября: Мальта становится независимой от Великобритании.
- 14 октября: Леонид Брежнев сменил Никиту Хрущёва на посту Первого секретаря Коммунистической партии Советского Союза.
- 16 октября: Китай испытал свою первую атомную бомбу. Это испытание сделало Китай пятой ядерной державой мира.
- 24 октября: Замбия становится независимой от Великобритании.